# 162年
| 千纪： | 1千纪                                                                                           |
| 世纪： | 1世纪 \| 2世纪 \| 3世纪                                                                         |
| 年代： | 130年代 \| 140年代 \| 150年代 \| 160年代 \| 170年代 \| 180年代 \| 190年代                       |
| 年份： | 157年 \| 158年 \| 159年 \| 160年 \| 161年 \| 162年 \| 163年 \| 164年 \| 165年 \| 166年 \| 167年 |
| 纪年： | 壬寅年（虎年）；东汉延熹五年                                                                    |

## 大事记
- 武陵蠻叛汉，車騎將軍馮緄斬首四千，受降十餘萬。沈氐羌叛汉，攻張掖、酒泉，被皇甫規平定。皇甫規不與宦官交往，宦官誣其賄賂群羌，皇甫規下獄，會赦得出。
- 羅馬帝國以安息帝國奪取了羅馬帝國的屬國亞美尼亞為由，出兵佔領安息帝國首都泰西封與故都塞琉西亞。

## 各国领袖

### 非洲
- 库施
  - 国王：Tarekeniwal（155年－170年）

### 亚洲
- 中国
  - 东汉：
    - 皇帝：汉桓帝（146年－168年）
- 朝鲜
  - 百济：
    - 国王：盖娄王（128年－166年）

  - 高句丽：
    - 国王：次大王（146年－165年）

  - 新罗：
    - 国王：阿达罗尼师今（154年－184年）

### 欧洲
- 高加索伊比里亚
  - 国王：法斯曼三世（145年－185年）
- 罗马帝国
  - 皇帝（两帝共治）：
    - 马可·奥勒留（161年－180年）
    - 维鲁斯（161年－169年）

### 中东
- 奥斯若恩
  - 国王：Ma'nu VIII bar Ma'nu（139年－163年）
- 安息
  - 国王：沃洛吉斯四世（147年－191年）

## 出生
- 胡昭（162年－250年），字孔明，颍川人。东汉末及三国时隐士、书法家
- 劉璋（162年－220年），字季玉，荆州江夏竟陵（今属湖北省潜江市）人，东汉末年三国时代割据军阀之一

## 逝世
- 尹珍（79年－162年），字道真，東漢牂牁郡毋斂縣（今贵州省正安縣）人，文學家、教育家和書法家。